# Чорноморець (газета)
«Чорноморець» — перша щотижнева українська газета на Кубані. Виходила в місті Єкатеринодарі (нині м. Краснодар) за реквізитами: «Видає Товариство „Ранок“. Редагує Редакційний комітет». Редактором «Чорноморця» був комісар української народної освіти в Кубанській області козак-кубанець В.Чепелянський, призначений від Генерального секретаріату Української Центральної Ради. Перший номер побачив світ 11 вересня 1917 року. Газета виходила під гаслом: «Хай живе федеративна демократична республіка!» На сьогодні відомо, що вийшло 7 номерів; збереглися: № 1 від 11 вересня, № 4 від 29 вересня, № 5 від 6 жовтня, № 7 від 24 жовтня 1917.
У газеті значне місце приділялося публікації документів Української Центральної Ради і Генерального секретаріату УЦР, інформації про важливі події в Україні та на Кубані. Зокрема, розпорядження генерального секретаря народної освіти УЦР Івана Стешенка щодо впровадження з початком 1917/18 навчального року викладання в школах українською мовою там, де є більшість українців і вчителі, які володіють цією мовою.